# Miletus apollo
Miletus apollo är en fjärilsart som beskrevs av William Henry Miskin 1891. Miletus apollo ingår i släktet Miletus och familjen juvelvingar. Inga underarter finns listade i Catalogue of Life.